# Reflections (Care Enough)
Reflections (Care Enough) ist eine Ballade der US-Sängerin Mariah Carey aus ihrem achten Musikalbum Glitter. Der Titel wurde von ihr und Philippe Pierre geschrieben und von ihr zusammen mit Jimmy Jam und Terry Lewis produziert. Der Song basiert auf Careys Charakter „Billie Frank“ im Film Glitter – Glanz eines Stars, mit dem Lied beschreibt sie, dass ihre Mutter „nicht genug“ auf sie aufgepasst hat. Das Lied ist auch auf Careys Kompilationsalbum The Ballads  aus dem Jahr 2009 enthalten.

## Hintergrund
Reflections (Care Enough) wurde Ende 2001 als vierte Single des Albums veröffentlicht, jedoch promotete Carey das Lied nicht in den Vereinigten Staaten. Aufgrund von Streitigkeiten bei Sony Music Entertainment, Careys Plattenfirma, veranlasste der Produzent von Glitter, dass Reflections (Care Enough) nur in Japan veröffentlicht wird.
Carey führte das Lied in der CBS-Show At Home for the Holidays with Mariah Carey am 21. Dezember 2001 erstmals beim amerikanischen Publikum vor. Eine Szene des Films Glitter, wo Carey (als Billie Frank) das Lied in ihrem Apartment singt, wurde in Asien als Teaser zum Film genutzt.
Bei Live-Auftritten veränderte Carey oft den Inhalt des Liedes. Im Lied singt Carey: „you could have had the decency to give me up before you gave me life.“ Bei Live-Auftritten sang Carey vielmals: „...give me up the day you gave me life“, als eine Referenz zum Schwangerschaftsabbruch.

## Titelliste
1. "Reflections (Care Enough)"
2. "Reflections (Care Enough)" (Instrumentalstück)